# Xã Eureka, Quận Ward, Bắc Dakota
Xã Eureka (tiếng Anh: Eureka Township) là một xã thuộc quận Ward, tiểu bang Bắc Dakota, Hoa Kỳ. Năm 2010, dân số của xã này là 367 người.